# Stredné Plachtince
Stredné Plachtince jsou obec v okrese Veľký Krtíš v Banskobystrickém kraji na Slovensku. Leží v jihovýchodní části Krupinské planiny přibližně 7 km severozápadně od okresního města. Žije zde 599 obyvatel.
První písemná zmínka o obci pochází z roku 1379. V obci se nachází jednolodní původně gotický evangelický kostel s představěnou věží z 14. století. Vedle kostela je evangelická fara z roku 1854, kde je zřízeno muzeum Samuela Godry.

## Osobnosti
- Július Pántik (1922–2002), slovenský herec